# Boriza
Boriza is een geslacht van vlinders van de familie tandvlinders (Notodontidae).

## Soorten
- B. argentipunctata Dognin, 1911
- B. crossaea Druce, 1894
- B. eglossa Kaye, 1924
- B. fuscitincta Dognin, 1916
- B. ignatia Schaus, 1928
- B. kalodonta Kaye, 1922
- B. povera Schaus, 1905
- B. tonac Schaus, 1892
- B. trajecta Dognin, 1900